# Экспедиция рыцарей золотой подковы
Экспедиция рыцарей золотой подковы (англ. Knights of the Golden Horseshoe Expedition) — путешествие на запад, совершённое в 1716 году британским губернатором колонии Виргиния и его соратниками; часто упоминаемое событие истории современного американского штата Западная Виргиния.

## Ход событий
В 1710 году Александр Спотсвуд стал вице-губернатором колонии Виргиния и исполняющим обязанности губернатора колонии (при номинальном губернаторе Джордже Дуглас-Гамильтоне). В 1716 году он отправился на запад в составе экспедиции из 50 человек на 74 лошадях. Помимо друзей губернатора в экспедиции принимали участие 14 рейнджеров и 4 индейца-мехерина; журнал экспедиции вёл лейтенант Джон Фонтен (гугенот на британской службе).
29 августа экспедиция отправилась из Германны, и 31 августа оказалась в виду Голубого хребта. Поднявшись вверх по долине реки Раппаханнок до современного Станардсвилла, 2 сентября они достигли истока реки. 5 сентября Фонтен записал в журнале, что лесорубам пришлось прорубать путь вдоль русла того, что он принял за реку Джеймс, но что на самом деле являлось ручьём Свифт-Ран, действительно являвшемся частью водной системы реки Джеймс (до этого экспедиция следовала вдоль водной системы реки Раппаханнок).
Экспедиция пересекла Голубой хребет в месте, известном впоследствии как Свифт-Ран-Гэп, и 6 сентября спустились в долину Шенандоа у восточной стороны горы Массануттен, где достигли реки Шенандоа (названной ими «Евфрат») в районе современного города Элктон. Там экспедиция устроила пирушку, и назвала два высочайших горных пика в честь короля Георга I (более высокий) и губернатора Спотсвуда (второй по высоте). На берегу реки экспедицией была зарыта бутылка с бумагой, в которой Спотсвуд назвал местность в честь короля Георга I. 7 сентября экспедиция отправилась в обратный путь, достигнув Германны 10 сентября.
После экспедиции Спотсвуд выдал каждому из участвовавших в ней офицеров золотой значок в виде подковы, на которой была выгравирована латинская надпись «Sic juvat transcendere montes» («Приятно пересечь горы»), поэтому участники экспедиции стали известны как «Рыцари золотой подковы».

## Участники экспедиции
Известно по именам лишь несколько участников экспедиции:
- Лейтенант-губернатор Спотсвуд
- Джон Фонтен
- Роберт Беверли-младший[англ.] (плантатор, политик, историк Виргинии)
- Уильям Робертсон
- Доктор Робертсон
- Мистер Тодд
- Джеймс Тейлор (прадед президентов Джеймса Мэдисона и Закари Тейлора)
- Роберт Брук (дед губернатора штата Виргиния Роберта Брука)
- Джордж Мейсон-третий (отец Джорджа Мейсона-четвёртого)
- Капитан Смит
- Уильям Клоптон-младший
- Джеремайя Клаудер
- Уильям Расселл

## Итоги и последствия
Когда Спотсвуд вернулся в Вильямсбург, то заявил, что целью экспедиции было отыскание пути к озеру Эри для борьбы с растущим французским присутствием. Однако с практической точки зрения экспедиция не оказала никакого влияния на заселение долины Шенандоа: Голубой хребет был серьёзным препятствием, и поэтому долина заселялась в итоге не с востока, а с севера.
В 1845 году Уильям Александр Карутерс опубликовал рыцарский роман «The Knights of the Golden Horse-Shoe» («Рыцари золотой подковы»), в котором романтизировалась экспедиция. С той поры экспедиция стала приобретать культовое значение для самосознания виргинцев (и западновиргинцев). В настоящее время в Свифт-Ран-Гэп установлена мемориальная доска в память об экспедиции.
Так как какое-то время считалось, что экспедиция достигла современных границ штата Западная Виргиния, то с 1931 года в штате Западная Виргиния проходит ежегодный экзамен, названный в честь экспедиции, участники которого должны продемонстрировать знания по географии штата, его истории, экономике, административной системе и т. п.; по два человека в каждом округе, показавшие наилучшие результаты, получали награды. Показавшие наилучшие результаты участники экзамена получают награду в форме золотой подковы в столице штата городе Чарлстон.